# ライアン・ウェブ
ライアン・クリストファー・ウェブ（Ryan Christopher Webb, 1986年2月5日 - ）は、アメリカ合衆国・フロリダ州ピネラス郡クリアウォーター出身のプロ野球選手（投手）。右投右打。現在はFA。
父親は、元メジャーリーガーのハンク・ウェブである。

## 経歴

### プロ入りとアスレチックス傘下時代
2004年のMLBドラフト4巡目（全体127位）でオークランド・アスレチックスから指名され、6月21日に契約。契約後、傘下のルーキー級アリゾナリーグ・アスレチックスでプロデビュー。8試合（先発7試合）に登板して1勝1敗・防御率4.87・23奪三振の成績を残した。
2005年はA級ケーンカウンティ・クーガーズでプレーし、24試合（先発23試合）に登板して5勝11敗・防御率4.76・84奪三振の成績を残した。
2006年はA+級ストックトン・ポーツでプレーし、23試合に先発登板して8勝9敗・防御率5.28・96奪三振の成績を残した。
2007年はA+級ストックトン、AA級ミッドランド・ロックハウンズでプレー。AA級ミッドランドでは5試合に先発登板して0勝4敗・防御率9.12・16奪三振の成績を残した。
2008年はAA級ミッドランドでプレーし、25試合（先発22試合）に登板して9勝8敗・防御率5.19・94奪三振の成績を残した。
2009年はAAA級サクラメント・リバーキャッツで31試合（先発2試合）に登板。先発からリリーフへ転向し、7勝1敗・防御率4.34・39奪三振の成績を残した。

### パドレス時代

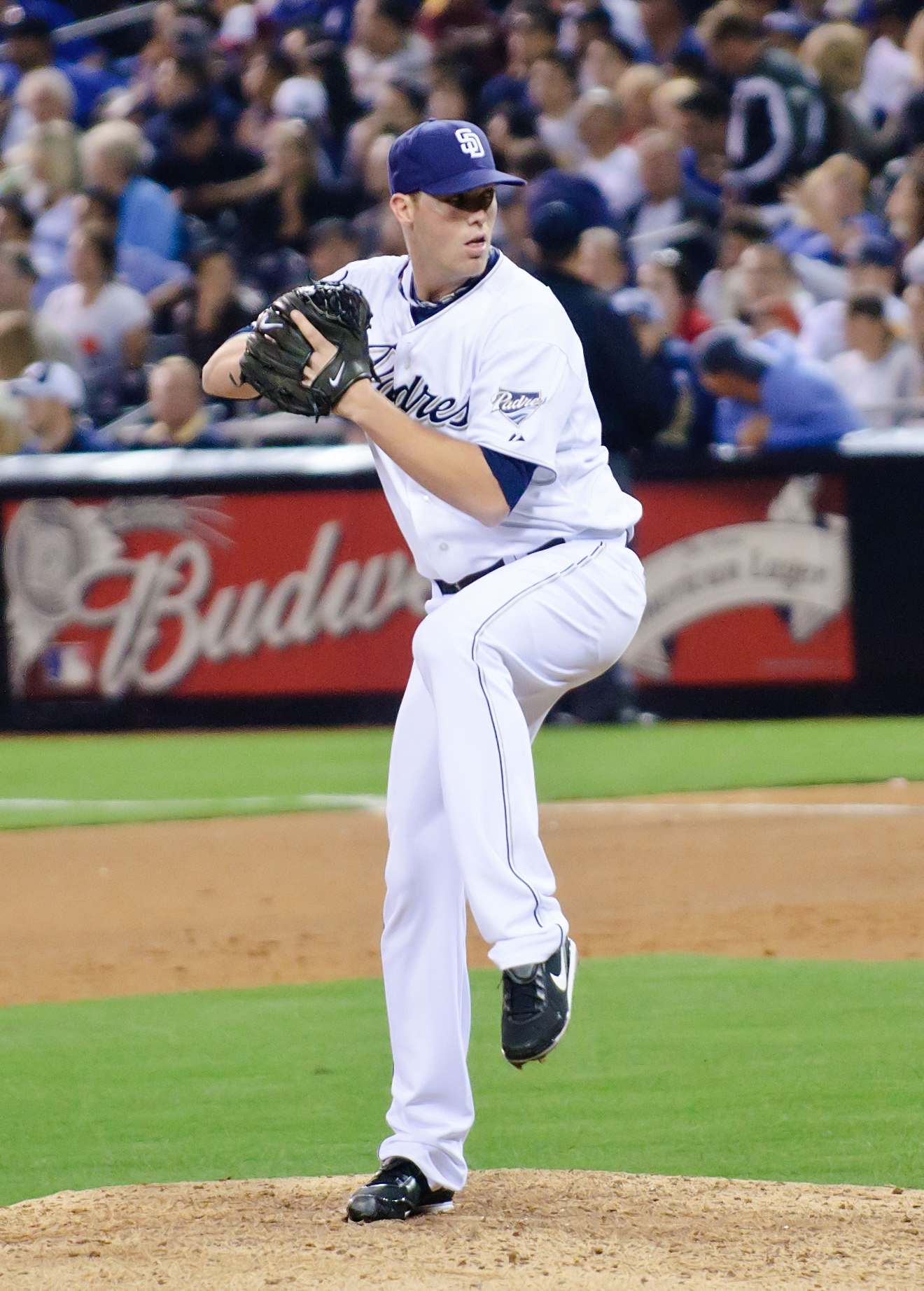
サンディエゴ・パドレス時代
（2010年7月27日）

2009年7月5日にスコット・ヘアストンとのトレードで、クレイグ・イタリアーノと共にサンディエゴ・パドレスへ移籍し、40人枠入りを果たした。7月8日のアリゾナ・ダイヤモンドバックス戦でメジャーデビュー。4点ビハインドの8回裏2死から登板し、0.1回を投げ1安打無失点だった。7月17日に傘下のAAA級ポートランド・ビーバーズへ降格したが、8月7日に再昇格。9月8日のサンフランシスコ・ジャイアンツ戦では1点リードの8回裏から登板し、1回を投げ無安打無失点2奪三振に抑え、初ホールドを記録した。9月23日のコロラド・ロッキーズ戦では4点リードの5回2死から登板し、1回を1安打無失点1四球1奪三振に抑え、メジャー初勝利を挙げた。この年は28試合に登板して2勝1敗・防御率3.86・19奪三振の成績を残した。
2010年3月3日にパドレスと1年契約に合意した。AAA級ポートランドで開幕を迎えたが、5月4日にメジャー昇格。8月7日に再びAAA級ポートランドへ降格したが、8月19日に再昇格。8月21日に再びAAA級ポートランドへ降格。選手枠が拡張される9月1日に再昇格した。この年は54試合に登板して3勝1敗・防御率2.90・44奪三振の成績を残した。

### マーリンズ時代

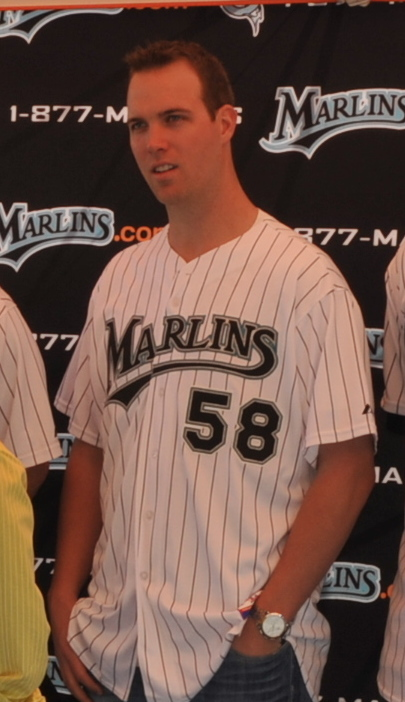
フロリダ・マーリンズ時代
（2011年2月14日）

2010年11月13日にキャメロン・メイビンとのトレードで、エドワード・ムヒカと共にフロリダ・マーリンズへ移籍した。
2011年は開幕ロースター入りしたが、6月26日のシアトル・マリナーズ戦で右肩を故障し、7月2日に15日間の故障者リスト入りした。8月17日のロッキーズ戦で復帰した。この年は53試合に登板して2勝4敗・防御率4.03・31奪三振の成績を残した。
2012年も開幕ロースター入りし、リリーフに定着したが7月17日にAAA級ニューオーリンズ・ゼファーズへ降格。7月29日に再昇格した。この年は自己最多の65試合に登板して4勝3敗・防御率4.03・44奪三振の成績を残した。
2013年1月18日にマーリンズと97万5000ドルの1年契約に合意し、開幕ロースター入りした。この年は自己最多の66試合に登板して2勝6敗・防御率2.91・54奪三振の成績を残した。12月2日にノンテンダーFAとなった。

### オリオールズ時代

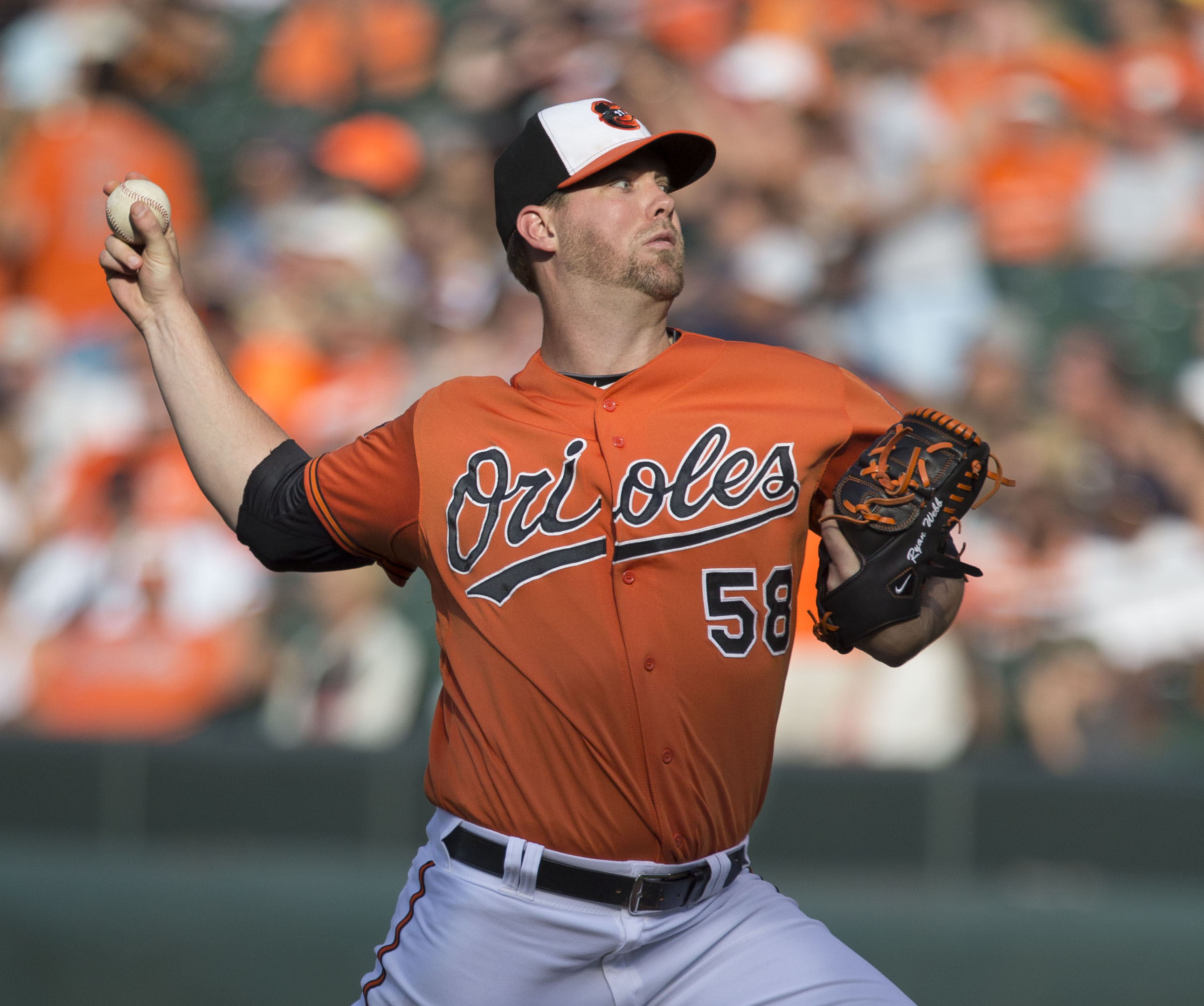
ボルチモア・オリオールズ時代
（2014年6月28日）

2013年12月10日にボルチモア・オリオールズと総額450万ドルの2年契約に合意した。
2014年開幕後は42試合に登板し、3勝2敗・防御率3.80だった。7月31日にアンドリュー・ミラーが加入したため、8月1日にDFAとなった後、3日に傘下のAAA級ノーフォーク・タイズに降格した。選手枠が拡張される9月2日に再昇格した。この年は51試合に登板して3勝3敗・防御率3.83・37奪三振の成績を残した。

### インディアンス時代
2015年4月9日にベン・ローウェン、クリス・オブライエンとのトレードで、ロサンゼルス・ドジャースへ移籍した。しかし13日に自由契約となり、その日のうちにクリーブランド・インディアンスとマイナー契約を結んだ。4月29日にメジャー昇格した。同年は40試合でマウンドに登り、通算350試合登板を達成した。防御率は3.20をマークし、WHIPは自己ベストの1.15だった。また、メジャー昇格以来初めて無敗のシーズンを過ごした。同年11月2日にFAとなった。

### レイズ時代
2016年2月18日にタンパベイ・レイズとマイナー契約を結んだ。開幕は25人枠入りした。6月27日にDFAとなり、7月4日に自由契約となった。

### ホワイトソックス傘下時代
2016年7月8日にシカゴ・ホワイトソックスとマイナー契約を結んだ。傘下のAAA級シャーロット・ナイツでプレーしていたが、8月31日に自由契約となった。

### ジャイアンツ傘下時代
2016年12月8日にミルウォーキー・ブルワーズとマイナー契約を結び、2017年のスプリングトレーニングに招待選手として参加することになったが、2017年3月22日に自由契約となった。
その後、3月27日にサンフランシスコ・ジャイアンツとマイナー契約を結び、4月6日にAAA級サクラメントへ配属された。6月15日に放出された。

### カブス傘下時代
2018年6月1日にシカゴ・カブスとマイナー契約を結んだ。8月10日に放出された。

### 米独立リーグ時代
2018年8月25日にアトランティックリーグのサマセット・ペイトリオッツと契約を結んだ。2018年限りでFAとなった。

## 詳細情報

### 年度別投手成績
| 年 度    | 球 団    | 登 板 | 先 発 | 完 投 | 完 封 | 無 四 球 | 勝 利 | 敗 戦 | セ 丨 ブ | ホ 丨 ル ド | 勝 率 | 打 者 | 投 球 回 | 被 安 打 | 被 本 塁 打 | 与 四 球 | 敬 遠 | 与 死 球 | 奪 三 振 | 暴 投 | ボ 丨 ク | 失 点 | 自 責 点 | 防 御 率 | W H I P |
| -------- | -------- | ----- | ----- | ----- | ----- | -------- | ----- | ----- | -------- | ----------- | ----- | ----- | -------- | -------- | ----------- | -------- | ----- | -------- | -------- | ----- | -------- | ----- | -------- | -------- | ------- |
| 2009     | SD       | 28    | 0     | 0     | 0     | 0        | 2     | 1     | 0        | 6           | .667  | 117   | 25.2     | 27       | 3           | 11       | 1     | 1        | 19       | 4     | 0        | 14    | 11       | 3.86     | 1.48    |
| 2010     | SD       | 54    | 0     | 0     | 0     | 0        | 3     | 1     | 0        | 9           | .750  | 253   | 59.0     | 64       | 1           | 19       | 5     | 1        | 44       | 2     | 1        | 21    | 19       | 2.90     | 1.41    |
| 2011     | FLA MIA  | 53    | 0     | 0     | 0     | 0        | 2     | 4     | 0        | 8           | .333  | 214   | 50.2     | 48       | 2           | 20       | 5     | 2        | 31       | 1     | 1        | 20    | 18       | 3.20     | 1.34    |
| 2012     | FLA MIA  | 65    | 0     | 0     | 0     | 0        | 4     | 3     | 0        | 10          | .571  | 270   | 60.1     | 72       | 2           | 20       | 8     | 4        | 44       | 0     | 0        | 30    | 27       | 4.03     | 1.53    |
| 2013     | FLA MIA  | 66    | 0     | 0     | 0     | 0        | 2     | 6     | 0        | 4           | .250  | 332   | 80.1     | 70       | 5           | 27       | 5     | 2        | 54       | 4     | 0        | 30    | 26       | 2.91     | 1.21    |
| 2014     | BAL      | 51    | 0     | 0     | 0     | 0        | 3     | 3     | 0        | 11          | .500  | 207   | 49.1     | 50       | 2           | 12       | 2     | 1        | 37       | 1     | 1        | 21    | 21       | 3.83     | 1.26    |
| 2015     | CLE      | 40    | 0     | 0     | 0     | 0        | 1     | 0     | 0        | 1           | 1.000 | 204   | 50.2     | 46       | 4           | 12       | 2     | 2        | 31       | 1     | 0        | 21    | 18       | 3.20     | 1.15    |
| 2016     | TB       | 18    | 0     | 0     | 0     | 0        | 0     | 0     | 0        | 0           | ----  | 76    | 17.1     | 27       | 2           | 3        | 1     | 0        | 11       | 3     | 0        | 11    | 10       | 5.19     | 1.73    |
| MLB：8年 | MLB：8年 | 375   | 0     | 0     | 0     | 0        | 17    | 18    | 0        | 49          | .486  | 1673  | 393.1    | 404      | 21          | 124      | 29    | 13       | 271      | 16    | 3        | 168   | 150      | 3.43     | 1.34    |

- 2018年度シーズン終了時
- FLA (フロリダ・マーリンズ) は、2012年にMIA (マイアミ・マーリンズ) に球団名を変更。

### 年度別守備成績
| 年 度 | 球 団   | 投手（P） | 投手（P） | 投手（P） | 投手（P） | 投手（P） | 投手（P） |
| 年 度 | 球 団   | 試 合     | 刺 殺     | 補 殺     | 失 策     | 併 殺     | 守 備 率  |
| ----- | ------- | --------- | --------- | --------- | --------- | --------- | --------- |
| 2009  | SD      | 28        | 1         | 5         | 1         | 0         | .857      |
| 2010  | SD      | 54        | 7         | 13        | 1         | 4         | .952      |
| 2011  | FLA MIA | 53        | 1         | 7         | 1         | 0         | .889      |
| 2012  | FLA MIA | 65        | 5         | 1         | 1         | 0         | .857      |
| 2013  | FLA MIA | 66        | 3         | 19        | 0         | 1         | 1.000     |
| 2014  | BAL     | 51        | 2         | 6         | 0         | 0         | 1.000     |
| 2015  | CLE     | 40        | 1         | 15        | 0         | 0         | 1.000     |
| 2016  | TB      | 18        | 1         | 5         | 0         | 1         | 1.000     |
| MLB   | MLB     | 375       | 21        | 71        | 4         | 6         | .958      |

- 2018年度シーズン終了時
- FLA (フロリダ・マーリンズ) は、2012年にMIA (マイアミ・マーリンズ) に球団名を変更。

### 背番号
- 58（2009年 - 2014年、2016年）
- 54（2015年）